# Boudewijin Sirks
Adriaan Johan Boudewijn Sirks (nascido em 14 de setembro de 1947), conhecido como Boudewijn Sirks e como A. J. B. Sirks, é um advogado acadêmico e historiador jurídico holandês especializado em direito romano. Foi Professor Regius de Direito Civil na Universidade de Oxford de 2006 a 2014.

## Início da vida
Sirks nasceu em Haia, Holanda. Ele estudou direito na Universidade de Leiden, graduando-se com um grau de Master of Laws (LLM) em 1972. Ele então estudou teologia e filosofia na Universidade de Amsterdã, onde mais tarde se formou com doutorado em filosofia (Ph.D.) em Direito em 1984. Em 2021, tornou-se Doutor em Direito Civil.

## Carreira
A primeira posição acadêmica de Sirks foi como assistente de pesquisa em filosofia em Amsterdã. Em 1978 foi nomeado Professor de História Jurídica na Universidade de Utrecht, onde mais tarde foi promovido a Professor Sénior de Técnicas Jurídicas. Ao mesmo tempo, escrevia uma tese de doutorado em direito na Universidade de Amsterdã. Ele retornou a Amsterdã em 1989 como leitor e professor interino de Técnicas Jurídicas.
Em 1997, Sirks tornou-se professor de História Jurídica e Direito Privado Alemão (a cátedra do falecido Helmut Coing), posteriormente transformado em História do Direito Antigo, de História do Direito Privado Europeu e de Direito Civil Alemão, no Universidade Johann- Wolfgang-Goethe de Frankfurt am Main. Em 2002, Sirks tornou-se correspondente da Royal Netherlands Academy of Arts and Sciences.
Em dezembro de 2005, HM The Queen o nomeou como Regius Professor of Civil Law na Universidade de Oxford, com efeitos a partir de 1 de fevereiro de 2006. Ao mesmo tempo, ele foi eleito Fellow do All Souls College, Oxford, em sucessão ao falecido Professor Peter Birks.
Sirks também foi professor visitante na Universidade de Columbia, Nova York, Professor Visitante na Universidade de Kansas e Professor Visitante na Pontifícia Universidade Católica de Santiago do Chile. É editor do Tijdschrift voor Rechtsgeschiedenis/Legal History Review, e vice-presidente da Accademia Storico-Giuridico Costantiniana.

## Trabalho publicado
Os interesses de pesquisa do professor Sirks abrangem direito civil, direito privado europeu, direito romano e papirologia. Ele publicou trabalhos sobre uma variedade de assuntos relacionados ao direito, papirologia e ao mundo antigo, incluindo direito romano arcaico, questões de direito privado clássico, direito administrativo e público do Império Romano posterior e a recepção do direito romano na Europa e nas antigas Índias Orientais Holandesas. Ele é co-autor da edição padrão dos Papiros Pommersfelden.
Seu Food for Rome: the Legal Structure of the Transportation and Processing of Supplies for the Imperial Distributions in Rome and Constantinople (1991) desenvolvido a partir da tese de doutorado em Amsterdã, concluída em 1984. Após a morte do holandês papirologista Pieter Johannes Sijpesteijn em 1996, Sirks editou com KA Worp uma coleção de papiros inéditos dedicados à memória de Sijpesteijn por seus colegas papirologistas, incluindo papiros dos períodos helenístico, romano e bizantino, para refletir os amplos interesses de Sijpesteijn.

### Publicações selecionadas
- H. M. A. Jansen, Johannes B. Opschoor, Adriaan Johan Boudewijn Sirks, Verkeerslawaai in Nederland (Coutinho, January 1977) ISBN 978-90-6283-504-1[note 1][9]
- A. J. B. Sirks, Sulpicius Severus' Letter to Salvius in Bolletino dell'Istituto di Diritto romano 85 (1982) pp. 143–170[note 2]
- A. J. B. Sirks, Food for Rome: the Legal Structure of the Transportation and Processing of Supplies for the Imperial Distributions in Rome and Constantinople (Amsterdam, Gieben, 1991) ISBN 978-90-5063-069-6[7][10][note 3]
- A. J. B. Sirks, Summaria antiqua Codicis Theodosiani, new edition, with the notes published in P. Krüger, Codicis Theodosiani fragmenta Taurinensia (A. J. B. Sirks, Amsterdam, 1996, XII + 130 pp)
- Boudewijn Sirks, The editing and compilation of the Code in I. Wood, Jill Harries, The Theodosian Code: Studies in the Imperial Law of Late Antiquity (1996)
- A. J. Boudewijn Sirks, Shifting Frontiers in the Law: Romans, Provincials, and Barbarians, in Ralph Mathisen and Hagith Sivan, eds., Shifting Frontiers in Late Antiquity (Aldershot, 1996)
- A. J. B. Sirks, P. J. Sijpesteijn, K. A. Worp (eds), Ein frühbyzantinisches Szenario für die Amtswechslung in der Sitonie: die griechischen Papyri aus Pommersfelden (PPG) mit einem Anhang über die Pommersfeldener Digestenfragmente und die Überlieferungsgeschichte der Digesten (Munich, Beck, 1996)[9][10]
- A. J. B. Sirks, The Epistula ad Salvium, appended to a letter of Sulpicius Severus to Paulinus: Observations on a recent analysis by C. Lepelley, in Subseciva Groningana Vol. VI (1999) 75
- A. J. B. Sirks, Saving Souls through Adoption: Legal Adaptation in the Dutch East Indies in John W. Cairns, O. F. Robinson, Critical Studies in Ancient Law, Comparative Law and Legal History (Hart Publishing, 2001) pp 365–379, ISBN 1-84113-157-1
- A. J. B. Sirks, Sailing in the Off-Season with Reduced Financial Risk and Some Reflections in J.-J. Aubert, A. J. B. Sirks (eds), Speculum Iuris, Roman Law as a Reflection of Social and Economic Life in Antiquity (The University of Michigan Press, Ann Arbor, 2002)[2]
- A. J. B. Sirks, Die Nomination für die städtischen Ämter im römischen Reich, in A. Cordes, J. Rückert, R. Schulze (eds), Stadt - Gemeinde - Genossenschaft: Festschrift für Gerhard Dilcher zum 70. Geburtstag (Erich Schmidt Verlag, 2003) ISBN 3-503-06163-0[note 4]
- A.J.B. Sirks, K. A. Worp (eds), Papyri in Memory of P J Sijpesteijn (Oakville CT, American Studies in Papyrology 40, American Society for Papyrologists, 2004) ISBN 0-9700591-0-8 [10]
- A. J. B. Sirks, Der Zweck des Senatus Consultum Claudianum von 52 n. Chr. (2005) in 122 Zeitschrift der Savigny-Stiftung fur Rechtsgeschichte, Romanistische Abteilung, pp. 138–149, ISSN 0323-4096[note 5]
- Boudewijn Sirks, The food distributions in Rome and Constantinople: Imperial power and continuity in Kolb, Anne, Herrschaftsstrukturen und Herrschaftspraxis: Konzepte, Prinzipien und Strategien der Administration im römischen Kaiserreich (Akademie Verlag, 2006) ISBN 3-05-004149-8
- A. J. B. Sirks, The Theodosian Code, a Study (Editions du Quatorze Septembre, 2007) ISBN 978-3-00-022777-6